# Guido Carlesi
Guido Carlesi (Collesalvetti, 7 de novembro de 1936 – Pisa, 2 de outubro de 2024) foi um ciclista italiano, profissional entre 1957 e 1966, cujos maiores sucessos desportivos obteve-os no Giro d'Italia com 5 vitórias de etapa, no Tour de France com 2 vitórias de etapa e o segundo posto da classificação geral na edição de 1961, e na Volta a Espanha com 1 vitória de etapa.

## Palmarés
| 1956 - Giro dos Alps Apuans 1957 - Grande Prêmio Pontrmoli - Volta à Normandia - 1 etapa do Tour de Romandia 1958 - 1 etapa do Giro d'Italia - 1 etapa da Volta a Espanha - Cotignola 1959 - Copa Collecchio 1960 - Giro Reggio Calabria - Mòdena - 1 etapa dos Quatro Dias de Dunquerque 1961 - 2 etapas do Tour de France - Prêmio de Baasrode - Critèrium de St Raphael - Critèrium de Bort Les Orgnes - 2 etapas da Menton-Gènova-Roma - 1 etapa do Grande Prêmio Ciclomotoristico | 1962 - 2 etapas do Giro d'Italia - Giro de Toscana - Prêmio de Jeumont - Troféu Cougnet - Seregno - Maggiora - 2º no Campeonato da Itália em Estrada - Charleroi - Rimaggio - Sassari-Cagliari - 1 etapa da Paris-Nice - 1 etapa do Giro di Sardegna 1963 - 2 etapas do Giro d'Italia - Troféu Cougnet - Grande Prêmio Cemab - Mirandola 1964 - San Sisto - Imola 1965 - 2 etapas da Volta à Suíça - 2 etapas do Giro d'Italia |

## Resultados em Grandes Voltas
| Carreira        | 1957 | 1958 | 1959 | 1960 | 1961 | 1962 | 1963 | 1964 | 1965 | 1966 |
| --------------- | ---- | ---- | ---- | ---- | ---- | ---- | ---- | ---- | ---- | ---- |
| Giro d'Italia   | 23º  | 31º  | 8º   | 6º   | 5º   | 9º   | 8º   | 11º  | 36º  | -    |
| Tour de France  | -    | -    | -    | -    | 2º   | 19º  | Ab.  | -    | -    | Ab.  |
| Volta a Espanha | -    | Ab.  | -    | -    | -    | -    | -    | -    | -    | -    |